# Faustino I de Haití
Faustin Soulouque, más conocido como Faustino I de Haití (Petit-Goâve, Saint-Domingue, 15 de agosto  de 1782-3 de agosto de 1867) fue un militar y político haitiano. Fue presidente «vitalicio» entre 1847 y 1849 y emperador de Haití desde 1849 hasta 1859.

## Biografía
Hijo de María Catalina Soulouque y de padre desconocido, nació esclavo de casta Mandinga en Petit-Goâve, Haití, el 15 de agosto de 1782. Fue liberado en 1793 y tomó parte en las guerras civiles de fines del siglo XVIII y la insurrección contra los franceses.
En 1810 fue teniente de la escolta de caballería del presidente Alexandre Pétion, fue ascendido a capitán por el presidente Jean Pierre Boyer y en 1820 fue designado comandante del distrito de Plaisance. En 1843 se unió a los partidarios de Charles Rivière-Hérard, que lo ascendió a coronel. El presidente Philippe Guerrier lo ascendió a brigadier general y el presidente Jean-Baptiste Riché a teniente general. En 1845 fue designado Comandante de la Guardia Nacional.
Al morir Riché, en febrero de 1847, los senadores Ardouin y Dupuy lo propusieron para la presidencia, arguyendo en su favor que no sabía leer ni escribir y pensando que sería su dócil instrumento. Fue elegido presidente de la República el 1 de marzo de 1847, pero contrariamente a lo imaginado por Ardouin y Dupuy, demostró su fuerte voluntad y empezó a favorecer a los negros contra los mulatos. Una conspiración de mulatos fue reprimida con confiscaciones, proscripciones y ejecuciones. Los soldados negros efectuaron una matanza general en Port-au-Prince, que solo cesó cuando el cónsul francés Charles Reybaud amenazó con un desembarco de soldados de su país.
En 1848 fue designado presidente vitalicio de Haití, de acuerdo con la constitución de 1846. El 9 de marzo de 1849 intentó invadir la República Dominicana con un ejército de 4000 hombres, pero fue derrotado en la Batalla de Las Carreras por el general Pedro Santana el 21 de abril de ese año en las vecindades de Ocoa por lo que tuvo que retirarse.
El 26 de agosto de 1849 el Senado proclamó el «Imperio de Haití» y al general Soulouque como emperador con el nombre de Faustino I, por decisión unánime del poder legislativo. Se rodeó de una lujosa corte, creó una nueva nobleza haitiana, fundó órdenes civiles y militares y emitió una constitución de carácter autoritario. En diciembre de 1849 contrajo nupcias con Adélina Léveque, que le dio una hija, la princesa Oliva. El 18 de abril de 1852, en unión de su consorte, fue coronado con gran pompa por el vicario de Port-au-Prince.
A fines de 1855 intentó invadir nuevamente la República Dominicana y otra vez fue derrotado por Santana en la Batalla de Santomé. Al año siguiente fracasó en otro intento derrotado en la Batalla de Sabana Larga.
Haití cayó entonces en una nueva crisis económica, lo que trajo varias insurrecciones que fueron duramente reprimidas. En diciembre de 1858 estalló una nueva revuelta, encabezada por el general Fabre Geffrard, duque de Tabara, que tras varios choques con las fuerzas imperiales entró en la capital el 15 de enero de 1859. Los soldados de Faustino I se negaron a combatir y el monarca se refugió en el consulado francés. Poco después se le permitió abandonar el país con rumbo a la Jamaica británica a bordo del buque británico Melbourne, llevando consigo a su familia y una gran cantidad de dinero y piedras preciosas. Sus bienes en Haití fueron confiscados por las nuevas autoridades.
En marzo de 1867 se permitió su retorno al país. Murió en Petit Goave el 3 de agosto de 1873, a los noventa años de edad. Su hija, la princesa Oliva, casó con Amitié Lubin; su hermano el príncipe Alejandro Juan José Soulouque dejó un hijo, el también príncipe Manville Joseph que falleció en 1875.
El nombre de Faustino I hizo que muchos años después de su muerte, en 1920, el soldado estadounidense Faustin Wirkus fuese proclamado rey de la isla haitiana de La Gonâve con el nombre de Faustino II.

## Distinciones honoríficas
El emperador Faustino I fundó varias órdenes haitianas que fueron concedidas tanto a haitianos como extranjeros. En virtud de ello, ostentó la máxima dignidad en las siguientes órdenes:
- Fundador y gran maestre de la Orden de San Faustino
- Fundador y gran maestre de la Orden de la Cruz de la Legión de Honor Haitiana
- Fundador y gran maestre de la Orden de Santa María Magdalena
- Fundador y gran maestre de la Orden de Santa Ana (Haití)